# Kicking Back on the Surface of Your Cheek/Keep It on Ice
Kicking Back on the Surface of Your Cheek/Keep It on Ice è un singolo promozionale del gruppo musicale britannico Enter Shikari, estratto dalla loro prima raccolta The Zone e pubblicato nel 2007.

## Descrizione
Il disco contiene i due brani Kicking Back on the Surface of Your Cheek e Keep It on Ice, entrambi già pubblicati come B-side del singolo Anything Can Happen in the Next Half Hour..., estratto dall'album di debutto degli Enter Shikari Take to the Skies. La prima è inoltre presente come traccia bonus nella versione iTunes statunitense dell'album.
I due brani sono intercollegati dall'ultimo coro "Take to the skies, it's time to live", che dà inoltre il titolo al primo album in studio del gruppo.

## Tracce
Testi di Rou Reynolds, musiche degli Enter Shikari.
1. Kicking Back on the Surface of Your Cheek – 3:37
2. Keep It on Ice – 2:53

## Formazione
- Rou Reynolds – voce, tastiera, programmazione, sintetizzatore
- Rory Clewlow – chitarra, cori
- Chris Batten – basso, voce secondaria
- Rob Rolfe – batteria, percussioni, cori

## Classifiche
| Classifica (2007) | Posizione massima |
| ----------------- | ----------------- |
| Regno Unito       | 174               |